# Fondation pour la sauvegarde du patrimoine audiovisuel de la radio télévision suisse
La Fondation pour la sauvegarde et la mise en valeur du patrimoine audiovisuel de la radio télévision suisse (abréviation : FONSART) est une fondation privée de droit suisse. Créée en 2005 par la société suisse de radiodiffusion et télévision (actuelle SRG SSR) et la société régionale radio-télévision suisse romande (actuelle RTS), elle est établie dans la ville de Genève.

## But
Le but premier de la FONSART consiste à recueillir des fonds destinés à la sauvegarde et à la mise en valeur du patrimoine audiovisuel de la RTS. Son objectif est également d’informer et de sensibiliser le public à la problématique de la sauvegarde de ce patrimoine et d’assurer sa promotion.

## Activité
Dès sa création, la FONSART a lancé un vaste projet de restauration et de numérisation des films et vidéos détenus par la télévision suisse romande (TSR) et par la radio suisse romande (RSR) et inscrits comme bien culturel suisse d'importance nationale.
Entre 2005 et 2020,  la FONSART a permis la numérisation et la sauvegarde de l'ensemble des archives radio et TV de la RTS, soit près 125'000 heures de programme. Elle s’est engagée, dès le lancement des sauvegardes, à mettre à disposition du public ce fonds à la valeur inestimable sur un site dédié :  le site des archives de la RTS, repris ensuite par la RTS uniquement en 2016.    
Soucieuse d’encourager le partage des archives en Suisse romande, la FONSART a ouvert une plateforme destinée aux particuliers, aux institutions et aux associations désireux de faire connaître leurs propres archives (photos, films, vidéos et enregistrements sonores). C’est ainsi qu'en 2009 est née la plateforme notrehistoire.ch, première plateforme participative de nature historique, plusieurs fois primée en Suisse et à l’étranger. 
En 2017 deux plateformes sœurs lanostraStoria.ch et nossaistorgia.ch ont été ouvertes au Tessin et aux Grisons, permettant aux Suisses de langues italienne et romanche de participer à la construction de leur mémoire collective.     
La FONSART a également ouvert le 27 octobre 2022, à l'occasion de la Journée mondiale du patrimoine audiovisuel de l'UNESCO, la plateforme bilingue français-anglais geneveMonde.ch consacrée à l'histoire de la Genève internationale. Le 2 février 2023, la plateforme unsereGeschichte.ch. a été ouverte en Suisse alémanique.
Également active dans le domaine de la sensibilisation à la valeur des archives, la FONSART mène régulièrement des actions de communication auprès du public. Elle propose en outre aux institutions et aux particuliers qui la sollicitent son expertise en projets de sauvegarde d'archives.

## Direction
La FONSART est placée sous la responsabilité d'un conseil de fondation de neuf membres dont la présidence est assurée depuis le 30 mars 2022 par M. Marc Savary, ancien membre de la direction générale de SRG-SSR, qui a succédé à M. Félix Bollmann.  Les deux vice-présidents sont M. Daniel Jorio (aussi trésorier de la FONSART) et M. Pascal Crittin, directeur de la RTS. Six autres membres complètent le Conseil : M. Theo Mäusli, Mme Cécile Vilas, M. Pierre-Yves Moeschler, M. Gilles Pache, Mme Martine Brunschwig Graf, Mme Nathalie Abbet. Le secrétariat général est assuré par Mme Patricia Herold.  

## Liens
- Le site officiel de la FONSART
- Le site des archives de la RTS
- La plate-forme participative notrehistoire.ch
- La plateforme participative nossaistorgia.ch
- La plateforme participative lanostrastoria.ch
- La plateforme participative unseregeschichte.ch
- la plateforme participative genevemonde.ch